# Jalen Pickett
Pour les articles homonymes, voir Pickett.
Jalen Pickett, né le 22 octobre 1999 à Rochester dans l'État de New York, est un joueur américain de basket-ball évoluant au poste de meneur.

## Biographie

### Carrière universitaire
Entre 2018 et 2021, il joue pour les Saints de Siena (en) au Siena College.
Entre 2021 et 2023, il joue pour les Nittany Lions de Penn State à l'université d'État de Pennsylvanie.

### Carrière professionnelle

#### Nuggets de Denver (depuis 2023)
Il est choisi en 32e position par les Pacers de l'Indiana lors de la draft 2023 de la NBA et ses droits sont aussitôt transférés aux Nuggets de Denver.
Début juillet 2023, il signe un contrat de trois saisons garanties avec les Nuggets.

## Palmarès

### Universitaire
- Consensus second-team All-American en 2023
- First-team All-Big Ten en 2023
- MAAC joueur de l'année en 2020
- 3× First-team All-MAAC en 2019, 2020 et 2021
- MAAC Rookie de l'année en 2019

## Statistiques

### Universitaires
| Saison    | Équipe     | Matchs | Titul. | Min./m | % Tir | % 3pts | % LF | Rbds/m. | Pass/m. | Int/m. | Ctr/m. | Pts/m. |
| --------- | ---------- | ------ | ------ | ------ | ----- | ------ | ---- | ------- | ------- | ------ | ------ | ------ |
| 2018-2019 | Siena (en) | 33     | 32     | 37,1   | 43,6  | 34,8   | 74,6 | 4,61    | 6,70    | 2,00   | 0,88   | 15,79  |
| 2019-2020 | Siena      | 29     | 28     | 36,9   | 45,8  | 37,4   | 68,9 | 4,59    | 6,03    | 1,03   | 1,10   | 15,10  |
| 2020-2021 | Siena      | 14     | 14     | 36,0   | 40,3  | 35,9   | 75,0 | 6,29    | 4,79    | 0,86   | 1,14   | 12,86  |
| 2021-2022 | Penn State | 31     | 31     | 37,2   | 42,0  | 32,0   | 74,6 | 4,29    | 4,35    | 1,13   | 0,61   | 13,32  |
| 2022-2023 | Penn State | 37     | 37     | 36,6   | 50,8  | 38,1   | 76,3 | 7,41    | 6,57    | 0,95   | 0,51   | 17,70  |
| Carrière  | Carrière   | 144    | 142    | 36,8   | 45,4  | 35,5   | 74,2 | 5,42    | 5,84    | 1,24   | 0,80   | 15,33  |

## Records sur une rencontre en NBA
Les records personnels de Jalen Pickett en NBA sont les suivants, :
| Type de statistique        | Saison régulière | Saison régulière        | Saison régulière | Playoffs | Playoffs                    | Playoffs    |
| Type de statistique        | Record           | Adversaire              | Date             | Record   | Adversaire                  | Date        |
| -------------------------- | ---------------- | ----------------------- | ---------------- | -------- | --------------------------- | ----------- |
| Points                     | 17               | Spurs de San Antonio    | 2 avril 2025     | 2        | 2 fois                      | 2 fois      |
| Paniers marqués            | 6                | 2 fois                  | 2 fois           | 1        | 2 fois                      | 2 fois      |
| Paniers tentés             | 13               | Spurs de San Antonio    | 2 avril 2025     | 2        | @ Timberwolves du Minnesota | 16 mai 2025 |
| Paniers à 3 points réussis | 4                | @ Lakers de Los Angeles | 19 mars 2025     | -        | -                           | -           |
| Paniers à 3 points tentés  | 8                | Suns de Phoenix         | 23 décembre 2024 | 1        | @ Timberwolves du Minnesota | 16 mai 2025 |
| Lancers francs réussis     | 2                | 2 fois                  | 2 fois           | -        | -                           | -           |
| Lancers francs tentés      | 2                | 4 fois                  | 4 fois           | -        | -                           | -           |
| Rebonds offensifs          | 3                | Spurs de San Antonio    | 2 avril 2025     | -        | -                           | -           |
| Rebonds défensifs          | 8                | Spurs de San Antonio    | 2 avril 2025     | 1        | @ Timberwolves du Minnesota | 16 mai 2025 |
| Rebonds totaux             | 11               | Spurs de San Antonio    | 2 avril 2025     | 1        | @ Timberwolves du Minnesota | 16 mai 2025 |
| Passes décisives           | 10               | Spurs de San Antonio    | 2 avril 2025     | 1        | @ Timberwolves du Minnesota | 16 mai 2025 |
| Interceptions              | 2                | 3 fois                  | 3 fois           | -        | -                           | -           |
| Contres                    | 1                | 3 fois                  | 3 fois           | 1        | @ Timberwolves du Minnesota | 16 mai 2025 |
| Balles perdues             | 3                | Spurs de San Antonio    | 2 avril 2025     | -        | -                           | -           |
| Minutes jouées             | 35               | Spurs de San Antonio    | 2 avril 2025     | 5        | @ Timberwolves du Minnesota | 16 mai 2025 |

- Double-double : 1
- Triple-double : 1

Dernière mise à jour : 2 avril 2025